# Щеврик довгодзьобий

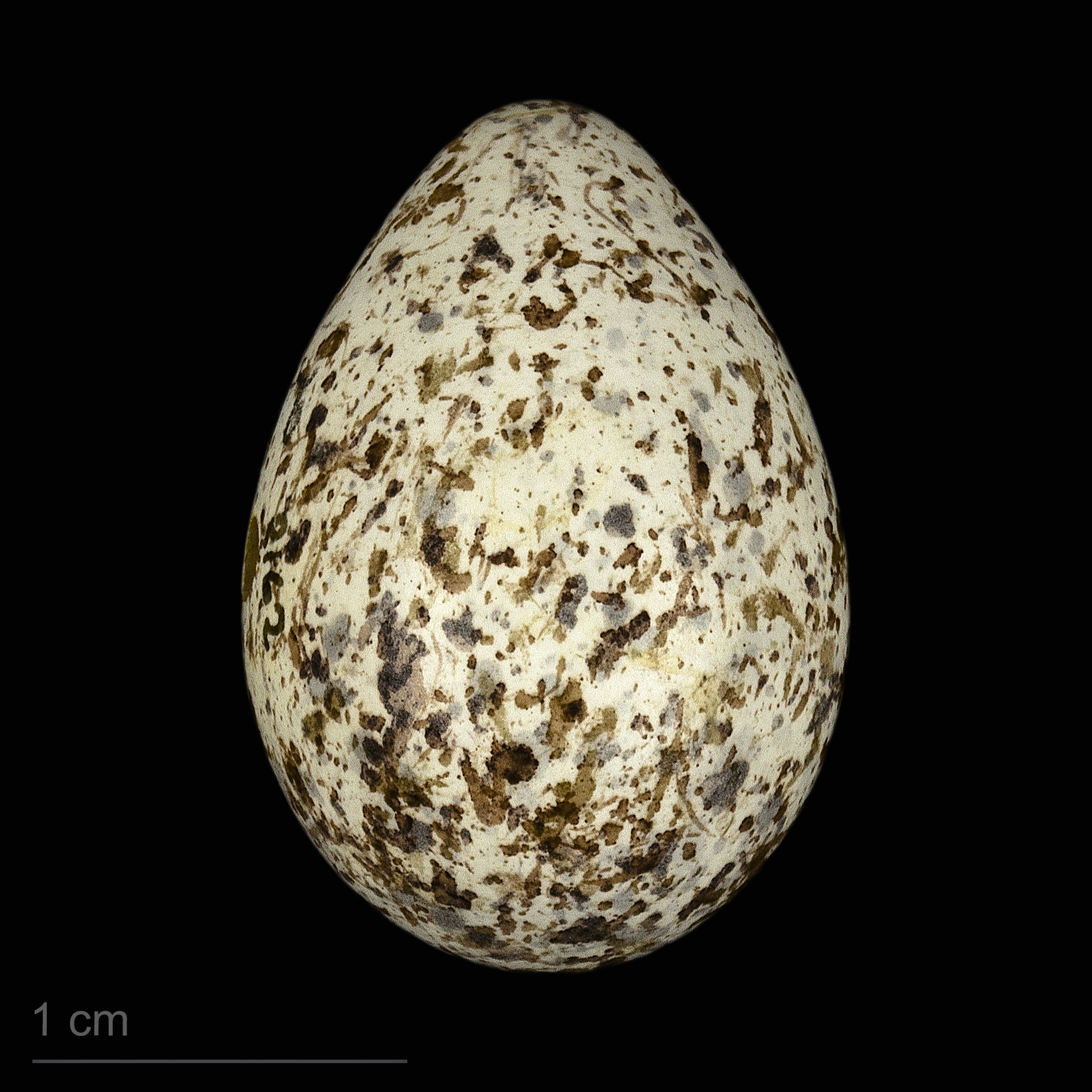
яйце Anthus similis captus - Тулузький музей

Щеврик довгодзьобий (Anthus similis) — вид горобцеподібних птахів родини плискових (Motacillidae).

## Поширення
Вид поширений в Африці, на Аравійському півострові та в Південній Азії. Середовищем його розмноження є відкриті сухі схили з деякими скелями та низькою рослинністю.

## Опис
Його довжина становить приблизно 16 см, і його неможливо помітити на рівні землі. Спина піщано-сірого кольору, а низ білуватий або світло-коричневий. Він дуже схожий на щеврика польового, але трохи більший, його хвіст довший, а темний дзьоб трохи довший.

## Підвиди
- Anthus similis arabicus, Hartert 1917. Південь Аравійського півострова.
- Anthus similis asbenaicus, Rothschild 1920. Центральна та східна Малі та Нігер.
- Anthus similis bannermani, Bates 1930. Південно-західна Малі, Гвінея, Сьєрра-Леоне, північна Ліберія до західного Камеруну.
- Anthus similis captus, Hartert 1905. Ліван, Сирія, Ізраїль та західна Йорданія.
- Anthus similis chyuluensis, Someren 1939. Кенія та Танзанія.
- Anthus similis decaptus Meinertzhagen 1920. Південь Ірану, захід Пакистану.
- Anthus similis dewittei, Chapin 1937. Східна Демократична Республіка Конго, південний захід Уганди, Руанда, Бурунді та Ангола.
- Anthus similis hararensis, Neumann 1906. Еритрея та Ефіопія.
- Anthus similis jebelmarrae, Lynes 1920. Західний і центральний Судан.
- Anthus similis jerdoni, Finsch 1870. Від східного Афганістану до західного Непалу.
- Anthus similis leucocraspedon, Reichenow 1915. Захід і південь Намібії та межа з Південною Африкою.
- Anthus similis moco, Traylor 1962. Західна гірська область Анголи.
- Anthus similis nicholsoni, Sharpe 1884. Південно-східна Ботсвана та прикордонна територія Південної Африки.
- Anthus similis nivescens, Reichenow 1905. Південно-східний Єгипет і узбережжя Червоного моря до північно-східного Судану та північної Кенії.
- Anthus similis palliditinctus, Clancey 1956. Північно-західна Намібія та прикордонна з Анголою область.
- Anthus similis petricolus, Clancey 1956. Східна Південна Африка та Лесото.
- Anthus similis primarius, Clancey 1990. Південна Південна Африка.
- Anthus similis similis (Jerdon, 1840). Північ півострова Індостан.
- Anthus similis sokotrae, Hartert 1917. Острів Сокотра.
- Anthus similis travancoriensis, Ripley 1953. Південно-Західна Індія.
- Anthus similis yamethini, Hall,BP 1957. Центральна Бірма.